# Allison Schmitt
Pour les articles homonymes, voir Schmitt.
Allison Schmitt, née le 7 juin 1990 à Pittsburgh, est une nageuse américaine spécialisée en nage libre, principalement le 200 m et le 400 m.

## Biographie
En 2007, elle participe aux championnats pan-pacifiques juniors. Elle y remporte deux médailles de bronze, sur 100 m et 200 m nage libre. 
Lors des sélections olympiques américaines de natation pour les Jeux de 2008 à Pékin, elle termine deuxième du 200 m nage libre et obtient ainsi sa qualification. Elle échoue cependant lors du 400 m nage libre en terminant à la troisième place. 
À Pékin, elle remporte la médaille de bronze lors du relais 4 × 200 m nage libre. En individuel, elle réalise le 9e temps des demi-finales du 200 m nage libre et n'accède pas à la finale. 
L'année suivante, lors des championnats du monde de Rome, elle s'empare de la médaille d'argent sur le 200 m nage libre derrière Federica Pellegrini. Elle remporte ensuite une seconde médaille d'argent avec le relais 4 × 200 m nage libre. 
En 2011, aux Championnats du monde à Shanghai, elle s'aligne sur le 200 m nage libre et le relais 4 × 200 m nage libre. Seulement sixième de l'épreuve individuelle, elle remporte l'or dans le relais.
Aux Jeux olympiques de 2012 à Londres, elle dispute en premier le relais 4 × 100 m nage libre en tant que dernière relayeuse. Deuxième lors de sa prise de relais, elle ne parvient pas à contenir le retour de la Néerlandaise Ranomi Kromowidjojo, future championne olympique du 100 m nage libre, et se contente du bronze. Elle s'aligne ensuite sur le 400 m nage libre, et bat le record des Amériques en finale mais ne termine que deuxième derrière Camille Muffat. Son premier sacre olympique intervient lors du 200 m nage libre où elle réalise le record olympique et le record des Amériques en finale pour s'imposer facilement. 
Déjà en possession d'une médaille de chaque métal, elle gagne deux nouveaux titres à l'occasion des relais 4 × 200 m nage libre et 4 × 100 m 4 nages. Impériale sur 4 × 200 m pour revenir et dépasser l'Australienne, elle finit juste le travail lors du 4 × 100 m 4 nages, bénéficiant des excellents runs et de l'avance prise par ses compatriotes. 
Elle finit l'olympiade avec 5 médailles, 3 en or, 1 en argent et 1 en bronze, 1 record du monde et 2 records olympiques.

## Palmarès

### Jeux olympiques
- Jeux olympiques de 2020 à Tokyo ( Japon) :
  -  Médaille d'argent du relais 4 × 200 m nage libre.
  -  Médaille de bronze du relais 4 × 100 m nage libre[1].

- Jeux olympiques de 2016 à Rio de Janeiro ( Brésil) :
  -  Médaille d'or du relais 4 × 200 m nage libre.
  -  Médaille d'argent du relais 4 × 100 m nage libre[1].

- Jeux olympiques de 2012 à Londres (Royaume-Uni) :
  -  Médaille d'or sur 200 m nage libre (RO).
  -  Médaille d'or sur 4 × 200 m nage libre (RO).
  -  Médaille d'or sur 4 × 100 m 4 nages (RM).
  -  Médaille d'argent sur 400 m nage libre.
  -  Médaille de bronze sur 4 × 100 m nage libre.

- Jeux olympiques de 2008 à Pékin (Chine) :
  -  Médaille de bronze sur 4 × 200 m nage libre.

### Championnats du monde
- Championnats du monde 2009 à Rome (Italie) :
  -  Médaille d'argent du 200 m nage libre.
  -  Médaille d'argent du 4 × 200 m nage libre.
- Championnats du monde 2011 à Shanghai (Chine) :
  -  Médaille d'or du 4 × 200 m nage libre.
- Championnats du monde 2019 à Gwangju (Corée du Sud) :
  -  Médaille d'argent du 4 × 100 m nage libre (participe uniquement aux séries).
  -  Médaille d'argent du 4 × 200 m nage libre (participe uniquement aux séries).

### Championnats Pan-Pacific
- Championnats Pan-Pacific 2010 à Irvine (États-Unis) :
  -  Médaille d'or du 200 m nage libre.
  -  Médaille d'or du 4 × 200 m nage libre.